# Centro de Estudios Árabes de la Universidad de Chile
El Centro de Estudios Árabes ''Eugenio Chahuán'' de la Universidad de Chile fue creado en el año 1966 por la Facultad de Filosofía y Humanidades como centro especializado en el estudio de la cultura e historia árabe. Es el único de su tipo en Chile, y su campo de trabajo abarca la docencia, investigación, publicación y extensión universitaria en su especialidad. Cuenta con un "Observatorio del Mundo Árabe e Islámico Contemporáneo".